# Uriu
Uriu (Hongaars: Felőr) is een Roemeense gemeente in het district Bistrița-Năsăud.
Uriu telt 3688 inwoners. 
De gemeente bestaat uit de vier dorpen: 
- Cristeştii Ciceului (Csicsókeresztúr)
- Hăşmaşu Ciceului (Csicsóhagymás)
- Ilişua (Alsóilosva)
- Uriu (Felőr)

In de hoofdkern vormen de Hongaren ongeveer de helft van de bevolking; in 2011 waren er op een bevolking van 1 260 personen 610 Hongaren (49,4%). In 2002 was dit 794 Hongaren op een bevolking van 1359 personen nog 58,4%. De komborden van het dorp zijn tweetalig (Een recht als een etnische minderheid meer dan 20% van de bevolking vormt).	

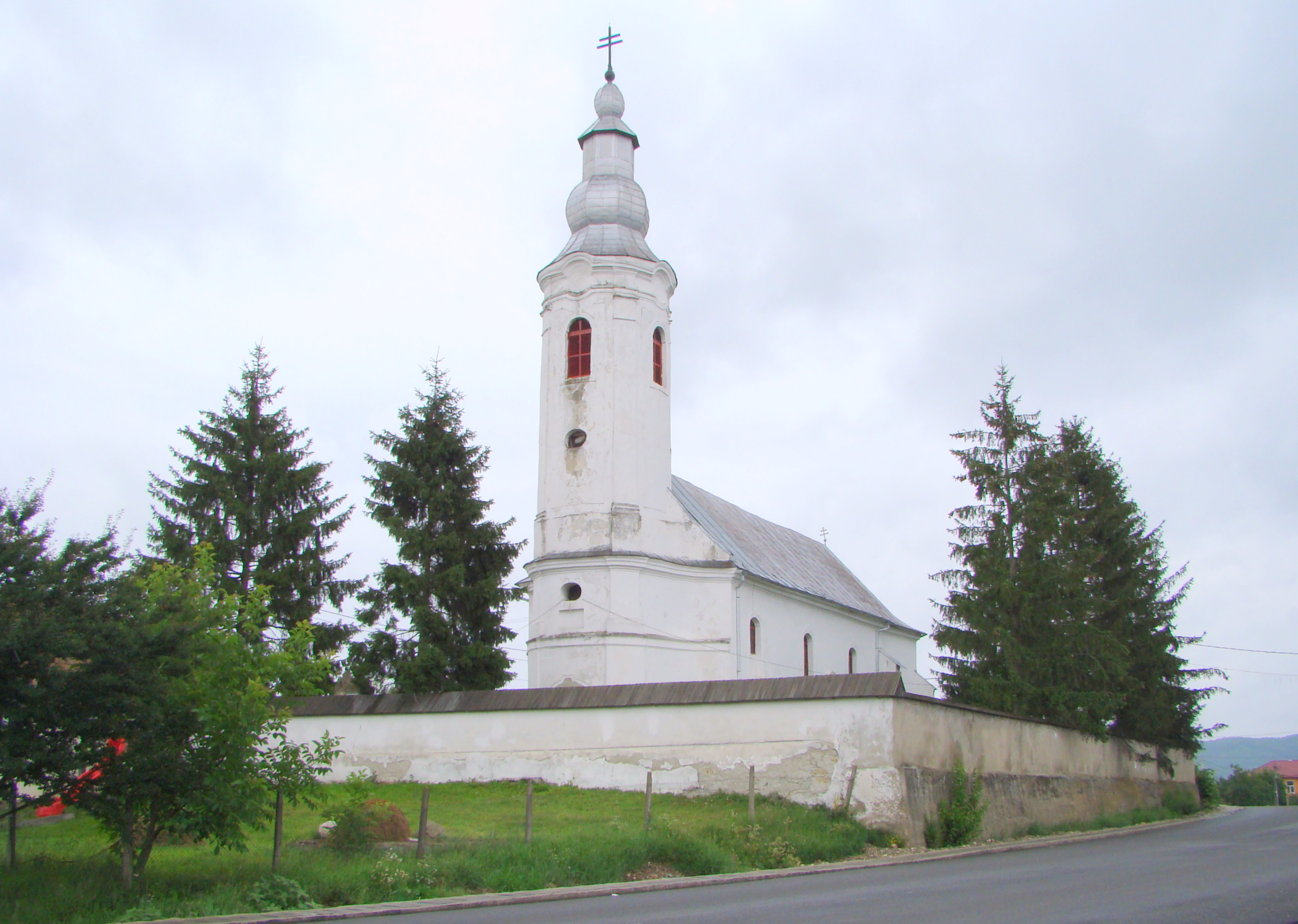
Rooms Katholieke kerk van Cristeştii Ciceului